# Sárközy Tamás
Sárközy Tamás (Budapest, 1940. október 26. – ?, 2020. február 4.), teljes nevén nagybocsai bocsai Sárközy Tamás Ottó Gyula József magyar jogász, egyetemi tanár, miniszterhelyettes, kiemelkedő vállalati jogi szakíró.

## Családja

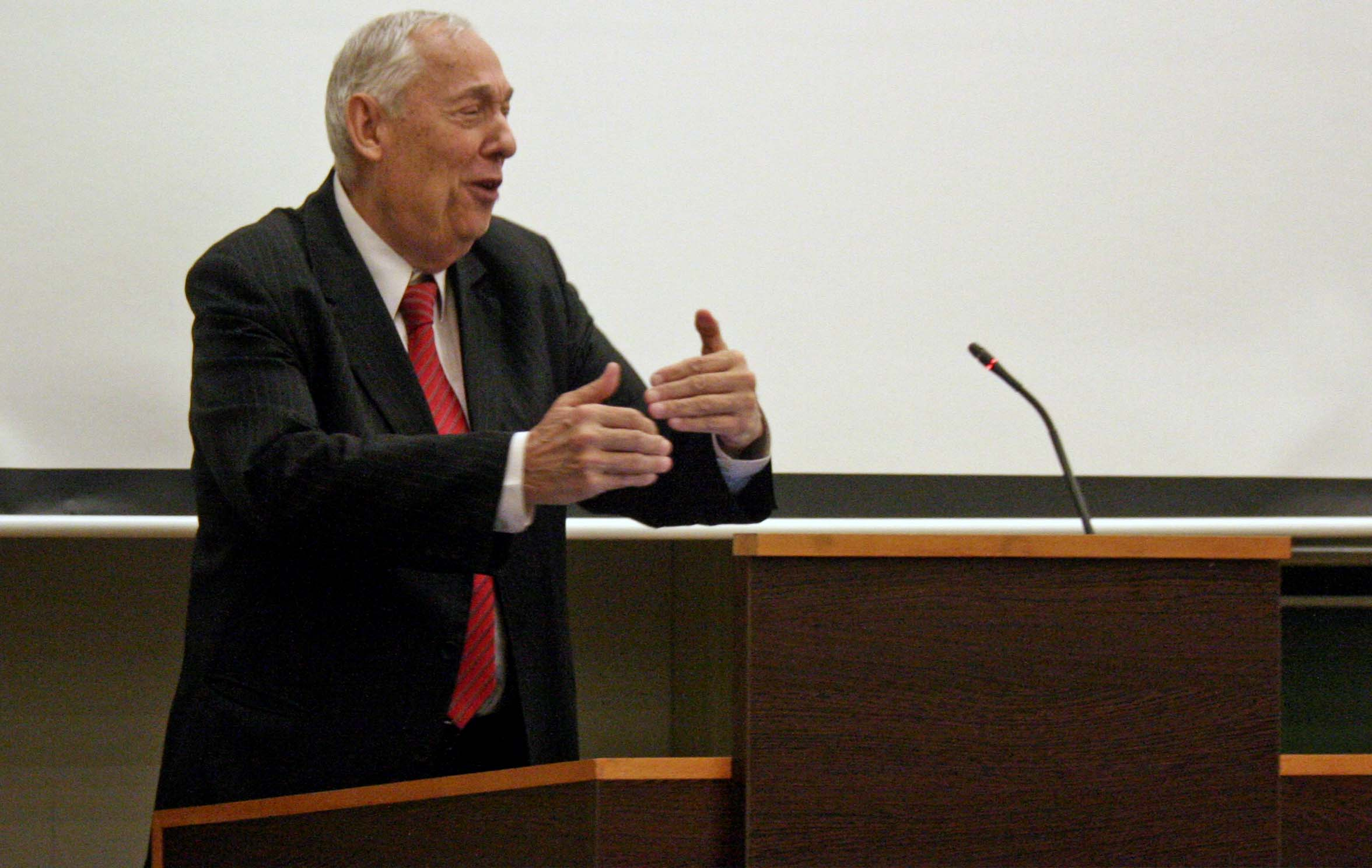
Dr. Sárközy Tamás előadást tart 2014 áprilisában, a Corvinus Egyetemen

Polgári családból származik. Apai ágon Nicolas Sarkozy francia elnök távoli rokona, Nagybocsai Bocsai Sárközy Tamás Ottó Gyula József név szerepel az anyakönyvi kivonatában. Édesapja neves mérnök volt, aki előre gyártott elemekből történő út- és repülőtér-építéssel foglalkozott széles körben, szűkebben a Betonútépítő Vállalat főmérnöke volt, aki 1954-ben Kossuth-díjat kapott. „Apám… az ötvenes évek elején is – mintha egy harmincas évekbeli divatlapból vágták volna ki – öltönyben-nyakkendőben, az egész családdal együtt minden vasárnap elment az Angolkisasszonyok templomába, majd utána a Mátyás pincébe ebédelni. Az öcsém (Sárközy Péter) és én is részt vettünk a hitoktatáson, rendszeresen ministráltam is” – mondta Sárközy Tamás egy interjúban.
Édesanyja családja osztrák volt, anyai nagyapját, Marentschitsch Ottót az 1910-es években a Ritz konszern küldte Magyarországra a Duna palota vezérigazgatójának. Tamás tízéves koráig jórészt a nagyszüleivel lakott szállodákban, először a Ritzben, majd amikor azt lebombázták, az Astoriában és a Nemzeti Szállodában. Ezt a nagyapját a szovjet megszállás után Ököritófülpösre akarták kitelepíteni, Tamás apja mentette meg. „Hajnalban jött volna az öregekért a teherautó, de este megjelent két bőrkabátos egyén, és közölték, hogy a kitelepítési ötlet tárgytalan. De édesapám több papot, apácát, más „osztályidegen" személyt is el tudott helyezni a Betonútépítőnél, ahol halála után szocialista brigádot neveztek el róla” – mondta az interjúban Sárközy.

## Életpályája
1958 és 1963 között az ELTE Állam- és Jogtudományi Karára járt, ahol 1963-ban szerzett jogi diplomát. 1963 és 1969 között az Építésügyi Minisztériumban dolgozott.
1969 és 1986 között az MTA Állam- és Jogtudományi Intézetének munkatársa, majd főmunkatársa, végül a vállalati jogi osztály vezetője volt. Később, 1993-tól másodállásban a polgári jogi főosztály vezetőjeként dolgozott. Az MKKE egyetemi docense volt 1972 és 1979 között. Igen fiatalon, 1978-ban lett az állam- és jogtudományok akadémiai (MTA) doktora. 1979-ben kapott egyetemi tanári címet. 1981-től az MKKE gazdasági jogi tanszékvezetője. 1987 és 1990 között a Minisztertanács Parlamenti titkárságán dolgozott. Mind kutatóként, mind állami funkcióiban kimagasló szerepe volt a rendszerváltásnak a vállalati jog területén való megalapozásában. 1988 és 1990 között igazságügyminiszter-helyettesként, 1989 és 1990 között deregulációs kormánybiztosként sokat tett a piacgazdaság jogszabályi kereteinek kidolgozásáért. 
Számos gazdasági/vállalati jogi szakkönyv és cikk szerzője.
2001-ben a BME GTK Üzleti Jogi Tanszékének alapítója. A tanszéket 2006-ig vezette, utána beosztása professor emeritus volt.
A Gazdaság és Jog című folyóirat főszerkesztője és a szerkesztőbizottság elnöke. 2006-tól az Államreform Bizottság tagja volt.

## Díjai, elismerései
- az állam- és jogtudományok kandidátusa (1972)
- az állam- és jogtudományok doktora (1978)
- Állami Díj (1985) – A gazdaság és a jog közötti összefüggések tanulmányozásáért, az ezzel összefüggő gyakorlati javaslatok kidolgozásáért.
- A Magyar Köztársasági Érdemrend középkeresztje (2002)
- A Magyar Köztársasági Érdemrend középkeresztje a csillaggal (2007)
- Prima díj (2009)
- Prima Primissima Közönségdíj (2009)

## Társadalmi szerepvállalása
- a Magyar Jégkorong Szövetség elnöke (1988-1998)
- a Budapesti Vállalkozásfejlesztési Közalapítvány kuratóriumának társelnöke (1993-2011), elnöke (2011-2012)
- a Magyar Jogász Egylet elnöke volt.[5]

## Művei
- Vállalati önállóság, vállalatirányítás, társulások; Közgazdasági és Jogi Könyvkiadó, Bp., 1972
- Indirekt gazdaságirányítás, vállalati árutermelés és a tulajdonjog; Akadémiai, Bp., 1973
- Mory László–Sárközy Tamás: A vállalatok közötti együttműködés; ÉTK, Bp., 1974 (Építő- és építőanyagipari vállalati kiskönyvtár)
- Ficzere Lajos–Sárközy Tamás: A KGST-országok nemzetközi gazdálkodó szervezeteinek alapvető jogi kérdései; Közgazdasági és Jogi, Bp., 1978
- Sárközy Tamás–Fábián Ferenc: Vállalati társulások joga; Akadémiai, Bp., 1978 (A szocialista vállalat)
- Mit kell tudni a vállalati törvényről?; Kossuth, Bp., 1978 (Mit kell tudni)
- A gazdaságirányítás és a vállalatok; Kossuth, Bp., 1979
- Gazdaságirányítási és vállalati jog; Tankönyvkiadó, Bp., 1981
- A szocialista vállalatelmélet jogtudományi alapjaihoz; Közgazdasági és Jogi, Bp., 1981
- A szocialista vállalat (Budapest, 1981)
- Jogi felelősség a népgazdaságban; Akadémiai, Bp., 1983 (Jogtudományi értekezések)
- A jogi személy elméletének átalakulása. Vizsgálódás a szervezetek komplex jogalanyiságáról; Közgazdasági és Jogi, Bp., 1985
- Vizsgálódás a szervezetek komplex jogalanyiságáról. (KJK, Budapest, 1985)
- A gazdasági alkotmányosság problémái Magyarországon, különös tekintettel az állami vállalatok státusára; MTA, Bp., 1986 (Az alkotmány továbbfejlesztésének tudományos megalapozása)
- Egy gazdasági szervezeti reform sodrában. Az 1984-85-ös szervezeti váltáshoz; Magvető, Bp., 1986 (Gyorsuló idő)
- Gazdaságpolitika, szervezetrendszer, jogpolitika; Kossuth, Bp., 1987
- A tulajdonreformról a társasági törvény után. Egy jogi megközelítés vázlata; MKKE, Bp., 1989 (OKKFT TS-1/4 mikrogazdasági kutatások tanulmánysorozata)
- A privatizáció joga Magyarországon. Indulat nélküli elmélkedés tényekről, lehetőségekről; Unió, Bp., 1991
- Javaslat a piacgazdaságot szolgáló modern kormányzás felépítésére. Egy lehetséges variáns; Közgazdasági és Jogi–MTA Állam- és Jogtudományi Intézet, Bp., 1994 (Jog és jogtudomány)
- The Law of  Privatisation in Hungary (1989-1993) (Akadémiai Kiadó, Budapest, 1994)
- A hatékonyabb kormányzásért avagy Egy technokrata reménytelen bozótharca az államapparátussal és a politikával szemben; Magvető, Bp., 1996 (Lassuló idő)
- Rendszerváltozás és a privatizáció joga. A tulajdonváltozás joga a volt szocialista országokban; MTA, Bp., 1997 (Magyarország az ezredfordulón I. Rendszerváltozás: piacgazdaság, társadalom, politika)
- A rendszerváltozás és a privatizáció joga (1997)
- Sárközy Tamás–Sztanó Imre: A társasági törvény és a számvitel kapcsolata; Kompkonzult, Bp., 1999
- Társasági törvény, cégtörvény (HVG-ORAC Lap-és Könyvkiadó Kft., Budapest, 2000)
- A magyar társasági jog Európában. A társasági és a konszernjog elméleti alapjai (2001)
- (Szerk.): Üzleti jog (Baccalaureus Scientiae sorozat, Typotex, ISBN 978-963-9664-16-6)
- A magyar társasági jog Európában. A társasági és a konszernjog elméleti alapjai; HVG-ORAC, Bp., 2001
- A sporttörvény magyarázata. A sportról szóló 2000. évi CXLV. törvény kritikai elemzése; HVG-ORAC, Bp., 2002
- Sportjog. A 2004-es sporttörvény magyarázata; HVG-ORAC, Bp., 2004
- Kormányzás, civil társadalom, jog; Kossuth, Bp., 2004
- A privatizáció jogi szabályozása Magyarországon, 1988–2004; ÁPV Rt., Bp., 2005 (Számadás a talentumról)
- Társasági jog. Magyar és európai uniós jogrendszer; Saldo, Bp., 2005
- Államszervezetünk potenciazavarai. A betegség okai, a beteg állapota, a gyógyulás útjai. Javaslat egy hatékony és modern kormányzati szervezet kialakítására; HVG-ORAC, Bp., 2006
- A szocializmus, a rendszerváltozás és az újkapitalizmus gazdasági civiljoga Magyarországon, 1945–2005. Szubjektív jog(i)történet; HVG-ORAC, Bp., 2007
- A korai privatizációtól a késői vagyontörvényig. Az állami tulajdon jogának fejlődése; HVG-ORAC, Bp., 2009
- Beszélgetések nem csak jogról Bárándy Györggyel és Sárközy Tamással; riporter Révai Gábor; Corvina, Bp., 2009
- Gazdasági társaságok vezetési rendszere. Vezető tisztségviselői státusz és felelősség a gazdasági társaságokban; Kompkonzult, Bp., 2010
- Magyarország kormányzása, 1978–2012. A szoft diktatúra kormányzásától az újkapitalista konfliktusos demokrácia kormányzásán át a fülkeforradalom vezérdemokráciájának kormányzásáig; Park, Bp., 2012
- Szervezetek státusjoga az új Ptk.-ban. Társasági, egyesületi és alapítványi jog a Ptk. harmadik könyve alapján; HVG ORAC, Bp., 2013
- Kétharmados túlzáskormányzás, avagy gólerős csatár a mély talajú pályán; Park, Bp., 2014
- Magyar sportjog az új Polgári Törvénykönyv után; HVG-ORAC, Bp., 2015
- Gazdasági civiljog, kormányzástan, sportpolitika; HVG-ORAC, Bp., 2015
- Fától az erdőig. Sárközy Csabával beszélget Király Béla; Kairosz, Bp., 2016 (Magyarnak lenni)
- Kormányzástan. Adalékok a viszonylag jó kormányzáshoz. A kormányzástan (governológia) tudományának tankönyvszerű és monografikus feldolgozása; HVG-ORAC, Bp., 2017
- Tanulmánykötet az 1959-es Polgári törvénykönyv előkészítéséről, alapvető inrtézményeiről és fejlődésmenetéről, 1-2.; szerk. Sárközy Tamás; Magyar Közlöny Lap- és Könyvkiadó, Bp., 2018
- A Magyar Jogász Egylet 2018. évi tudományos pályázatán díjat nyert pályázatok; szerk. Sárközy Tamás; MJE, Bp., 2018 (Magyar jogászegyleti értekezések)
- Illiberális kormányzás a liberális Európai Unióban. Politikailag igen sikeres túlhajtott plebejus kormányzás. A harmadik Orbán-kormány. 2014–2018; Park Könyvkiadó, Budapest, 2019 ISBN 978-963-355-440-1

## Emlékezete
- Sárközy Tamás-emléktorna, válogatott jégkorongtorna (2021–)[6]